# Ien van den Heuvel
Carolina (Ien) van den Heuvel-de Blank (Tiel, 7 augustus 1927 - Heemskerk, 13 oktober 2010) was een Nederlands politicus en vredesactivist.

## Partijvoorzitter PvdA
Ien van de Heuvel was in haar jeugd actief in de Vrijzinnig Christelijke Jeugdcentrale, waar zij werkte in de jongerengroepen van het vrijzinnige deel van de Nederlandse Hervormde Kerk.
Van den Heuvel was sinds 1946 lid van de Partij van de Arbeid (PvdA). Zij werd bestuurder van het Vrouwenkontakt in de PvdA, later bekend als de Rooie Vrouwen. In 1974 werd zij lid van de Eerste Kamer, en in hetzelfde jaar volgde ze André van der Louw op als partijvoorzitter. In 1975 leidde zij een PvdA-delegatie bij een bezoek aan de DDR. Delegatielid Jan Nagel verdedigde bij terugkomst de Berlijnse Muur als historisch juist, hetgeen hem op scherpe kritiek van Joop den Uyl kwam te staan. Ten tijde van haar voorzitterschap verslechterden de tot dan toe nauwe banden tussen de PvdA en de Duitse zusterpartij SPD, enerzijds door de scherpe PvdA-afwijzing van het Radikalenerlass van SPD-kanselier Brandt, anderzijds door de in de ogen van de SPD kritiekloze houding van de PvdA tegenover de DDR.
In 1979 werd ze als partijvoorzitter opgevolgd door Max van den Berg. Van 1979 tot 1989 was zij lid van het Europees Parlement.
Ien van de Heuvel was voorstander van hechte samenwerking tussen PvdA, NVV, NKV, VARA, linkse bladen en progressieve culturele organisaties.

## Voorzitter van het IKV
Behalve als partijpoliticus was Ien van den Heuvel actief voor vredesorganisaties. Van 1987 tot 1991 was zij voorzitter van het Interkerkelijk Vredesberaad (IKV). In een gesprek bij haar aantreden als voorzitter in 1986 in het Kernblad met Gied ten Berge, constateerde ze tot haar teleurstelling dat haar kerkelijke achtergrond, de vrijzinnigheid, als stroming binnen de kerken aan het teruglopen was. Ze zei verder "een pacifiste van de kleine stapjes" te zijn, die graag religieuze en niet-religieuze pacifisten betrekt binnen de brede vredesbeweging, maar dat ze niet alleen wilde getuigen maar ook "een beetje resultaat" wilde zien. Over discussies die in de jaren daarvoor in de vredesbeweging gewoed hadden over burgerlijke ongehoorzaamheid, verklaarde Van den Heuvel dat het afkeuren van burgerlijke ongehoorzaamheid voor haar "geen dogma" was. "Maar als je mee wilt spelen in het totale machtspel dat politiek natuurlijk is, doe je ook als sociale beweging er verstandig aan, om de spelregels van de parlementaire democratie zo zuiver mogelijk te hanteren. Ien Van den Heuvel zei zich in het interview - dat plaatsvond vlak na de ontmoeting tussen Reagan en Gorbatsjov in Reykjavik - te ergeren aan mensen die ieder optimisme over ontwikkelingen in Oost Europa de grond in boren en daarmee een excuus denken te hebben er niets mee te hoeven doen. "Van sommige mensen hoor je ieder optimistisch geluid de grond in te stampen, anders ben je geen goede democraat of zo."
Maar ze vond niet dat je in het andere uiterste moet vervallen, "zoals mensen die in hun zucht naar ontspanning vergeten dat er nog altijd in die landen dingen gebeuren die echt niet deugen, zeker als je naar de mensenrechten kijkt." Ien van den Heuvel steunde als voorzitter van het IKV van harte het beleid van deze organisatie, dat een combinatie was van verzet tegen kernwapens en steun aan de democratische oppositie in de communistische landen.